# Anyone for You (Tiger Lily)
Anyone for You (Tiger Lily) è un singolo del cantante britannico George Ezra, pubblicato il 28 gennaio 2022 come primo estratto dal terzo album in studio Gold Rush Kid.

## Video musicale
Il video del brano è stato diretto da Andrew Donoho e pubblicato il 28 gennaio 2022 in concomitanza con la pubblicazione del singolo.

## Tracce
Testi e musiche di George Ezra.
1. Anyone for You (Tiger Lily) – 3:07

## Classifiche

### Classifiche settimanali
| Classifica (2022) | Posizione massima |
| ----------------- | ----------------- |
| Austria           | 52                |
| Belgio (Fiandre)  | 4                 |
| Belgio (Vallonia) | 13                |
| Germania          | 81                |
| Irlanda           | 12                |
| Paesi Bassi       | 17                |
| Regno Unito       | 12                |
| Svizzera          | 63                |

### Classifiche di fine anno
| Classifica (2022) | Posizione |
| ----------------- | --------- |
| Paesi Bassi       | 61        |
| Regno Unito       | 54        |